# Pieter Keyser

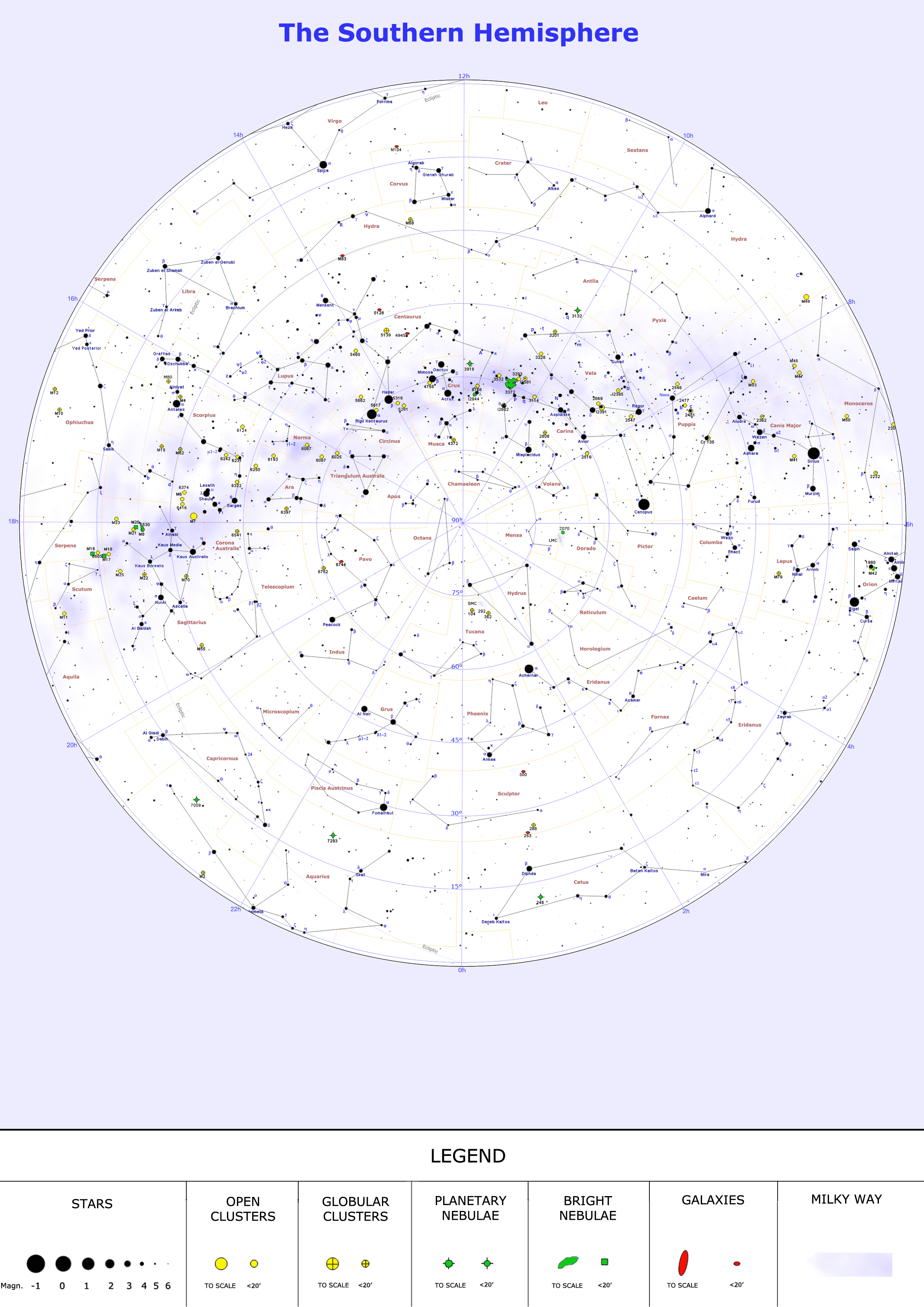
De zuidelijke sterrenhemel.

Pieter Dirksz. Keyser (Emden, circa 1540 – Bantam, 11 of 12 september 1596) was een Nederlandse zeevaarder die in 1596 voor het eerst een aantal sterrenbeelden van de zuidelijke sterrenhemel in kaart bracht tijdens een gedwongen verblijf op het eiland Madagaskar en op weg naar Bantam.

## Biografie
Over de jeugd van Keyser is niets bekend. Hij heeft onder Portugese vlag verschillende reizen gemaakt, onder andere naar de "baye van Brasilia". In 1594 nam hij deel aan de tocht naar het noorden, die onder leiding van Cornelis Cornelisz van Enkhuizen en Willem Barentsz Nova Zembla wist te bereiken. In 1595 ging hij in opdracht van de Compagnie van Verre als opperstuurman aan boord van de Hollandia voor de eerste Nederlandse zeereis naar Oost-Indië. Deze reis, met Cornelis de Houtman als opperkoopman, werd bekend onder de naam Eerste Schipvaart. Keyser was naar men zegt een leerling van Petrus Plancius en had opdracht gekregen met een astrolabium catholicum de sterrenhemel op het zuidelijk halfrond in kaart te brengen.

### Eerste Schipvaart

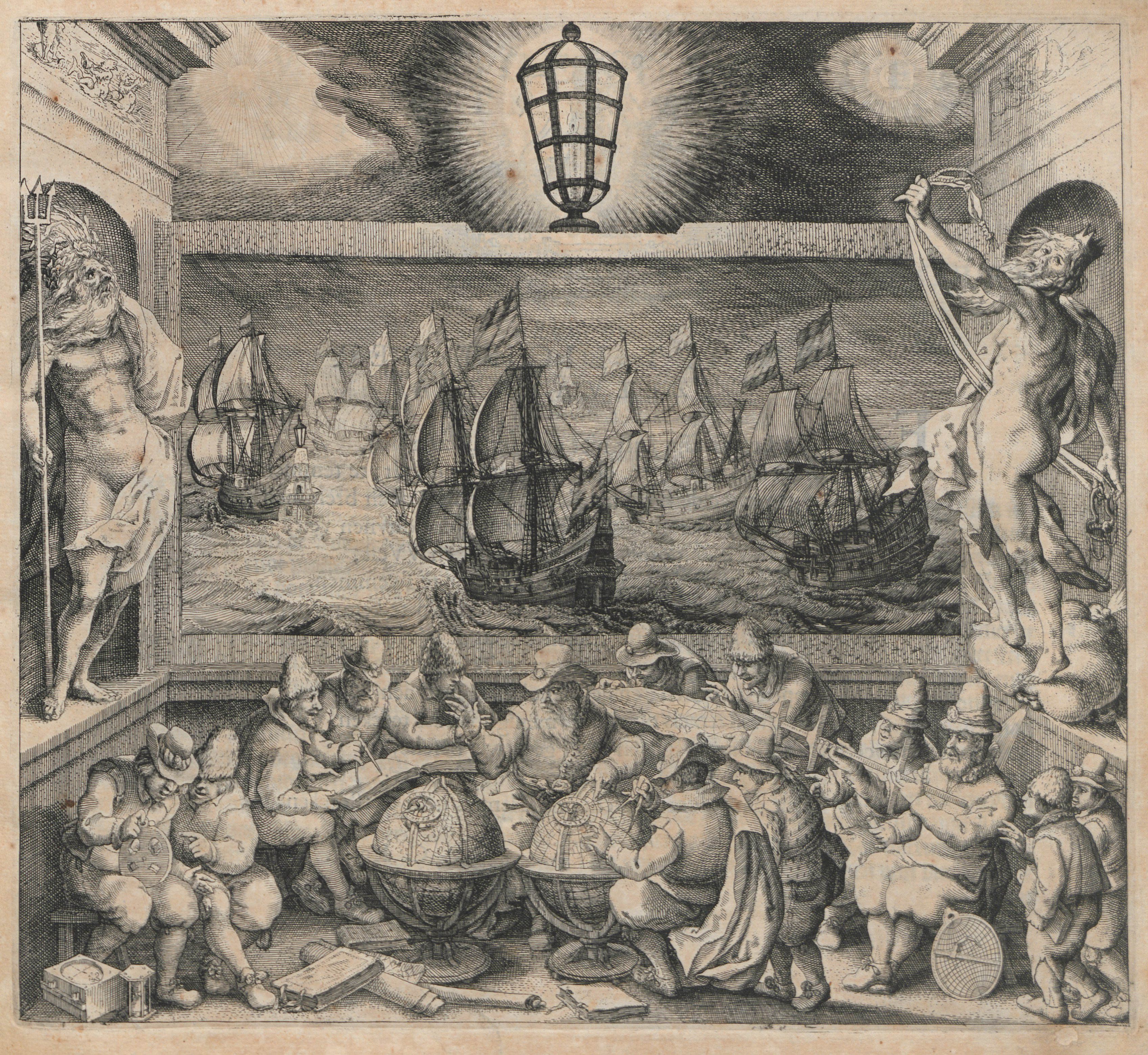
Cartografen en astronomen aan het werk.

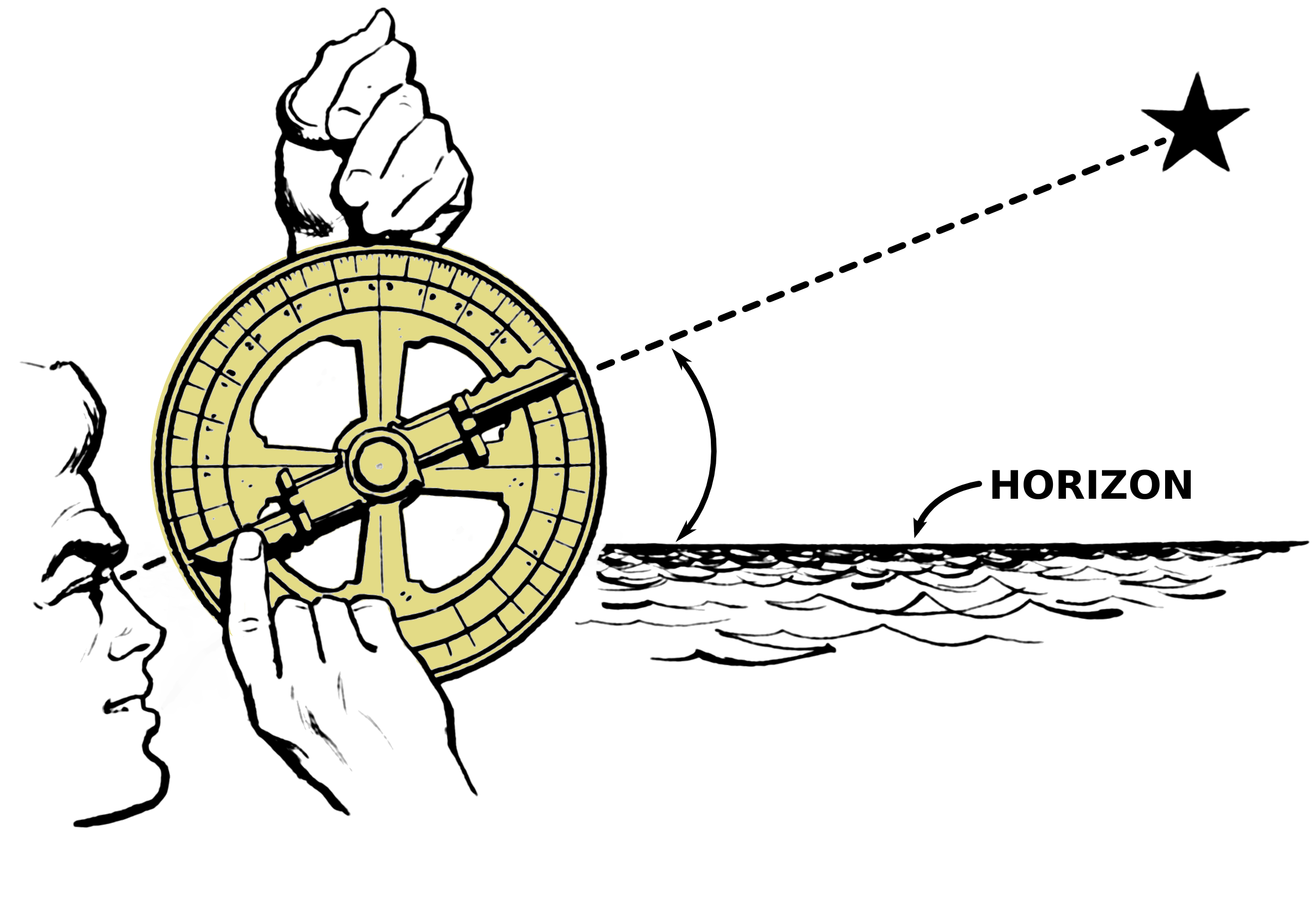
De werking van een astrolabium, niet te verwarren met een astrolabium catholicum.

Op 2 april 1595 vertrokken vier schepen vanuit Texel met 249 bemanningsleden aan boord. Ze volgden de routebeschrijving die Jan Huygen van Linschoten had opgetekend tijdens zijn tocht op een Portugees schip naar Goa. De feitelijke leiding was in handen van een scheepsraad die bestond uit vertegenwoordigers van de verschillende schepen.
Voorbij de evenaar werd de reis bar en boos, met scheurbuik, uitputting, ruzies en moordpartijen. Op een eilandje voor de kust van Madagaskar werden zeventig bemanningsleden begraven. Toen de kapitein van de Hollandia, Jan Dignumsz, op 29 september 1595 ter hoogte Madagaskar kwam te overlijden, bleken de bewindhebbers van Compagnie van Verre vooraf Keyser als opvolger te hebben aangewezen. De koopman Gerrit van Beuningen ontdekte dit, toen hij een gesloten brief van de bewindhebbers stiekem opende. Van Beuningen die net als Keyser in Emden geboren was, kon het goed vinden met Keyser en verlangde dat deze tot kapitein benoemd werd. De scheepsraad weigerde dat, officieel op grond van het feit dat Keyser daar volgens de raad te ziek voor zou zijn. Van Beuningen was het met die beslissing oneens. Om de vrede te bewaren, besloot Keyser de positie van kapitein niet op te eisen. Uiteindelijk belandde Van Beuningen in de ketenen.
Begin 1596 zette het schip de reis voort en na veertien maanden onderweg te zijn geweest kwamen de schepen op 26 juni bij Bantam op Java aan. De onderhandelingen over de aankoop van peper mislukten en De Houtman en een aantal andere Hollanders werden zelfs door de sultan gegijzeld, waarop de Hollandse schepen de stad beschoten. Toen de schepen de havenblokkade ophieven om op zoek te gaan naar zoetwater, kwam Keyser te overlijden. Volgens Paulus Merula (1558-1607) stierf hij toen de Keyser in een mastkorf de hemel vorstte.
De reisjournalen van Keyser zijn aan Plancius overhandigd en door Jodocus Hondius op de eerste globe met de zuidelijke sterrenhemel vermeld. Destijds geloofde men dat het kompas grotere afwijkingen zou vertonen als men naar het zuiden voer. Plancius was een autoriteit op het gebied van kompasafwijkingen. De waarnemingen van Frederik de Houtman, die opdracht had de afwijkingen door te rekenen, werden niet aan Plancius overhandigd, maar komen voor het eerst voor op de globe van Blaeu uit 1602.

### Sterren zuidelijk halfrond

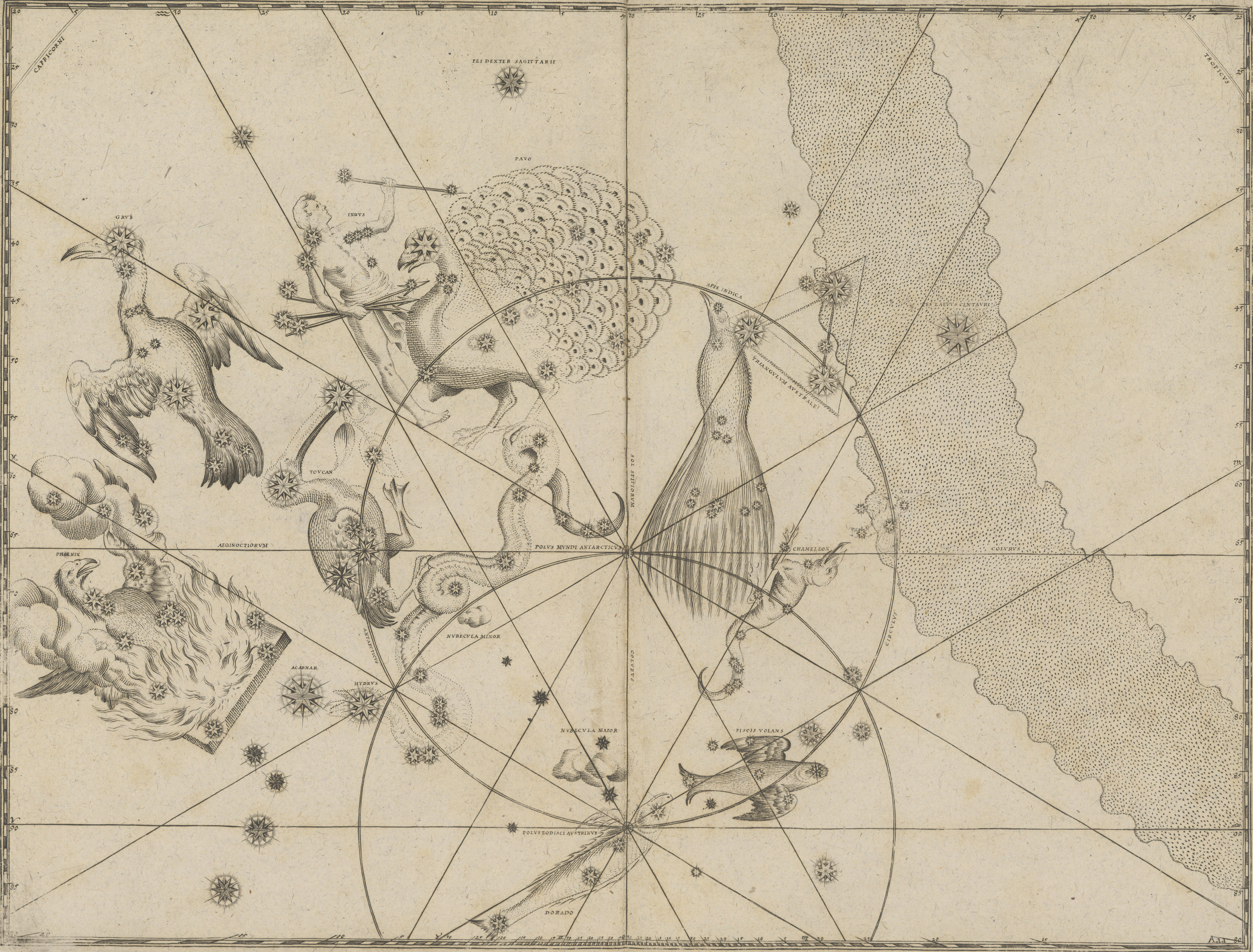
De nieuwe sterrenbeelden werden door Johannes Bayer in zijn Uranometria overgenomen.

Onderweg had Keyser de positie van de schepen op papier bijgehouden, maar op het zuidelijk halfrond ook de positie van 135 onbekende sterren vastgelegd. Na terugkeer van de schepen in Holland, werden die gegevens aan Plancius gegeven die de sterren indeelde in twaalf sterrenbeelden. Ze kregen de namen van voornamelijk dier- en vogelsoorten die op het zuidelijk halfrond waren waargenomen. Frederik de Houtman, een jongere broer van Cornelis die ook op de zeereis mee was, had eveneens de positie van sterren vastgelegd. Beiden worden nu samen met Plancius beschouwd als de grondleggers van deze twaalf sterrenbeelden. De originele geschriften van Keyser zijn verloren gegaan, zodat niet bekend is hoeveel sterren van het zuidelijk halfrond hij daadwerkelijk heeft vastgelegd.
De twaalf sterrenbeelden zijn (met tussen haakjes de huidige Nederlandse namen): Den voghel Fenicx (Phoenix), De Waterslang (Kleine Waterslang), Den Dorado (Goudvis), De Vlieghe (Vlieg), De vlieghende Visch (Vliegende Vis), Het Chameljoen (Kameleon), Den Zuyder Trianghel (Zuiderdriehoek), De Paradijs Voghel (Paradijsvogel), De Pauw (Pauw), De Indiaen (Indiaan), Den Reygher (Kraanvogel) en Den Indiaenschen Exster, op Indies Lang ghenaemt (Toekan).
Pieter Keyser is in de astronomie ook bekend als Petrus Theodorus en Peter Theodore. Ter ere van hem is een planetoïde naar hem vernoemd: 10655 Pietkeyser.